# Stanisław Ostromęcki
Stanisław Ostromęcki herbu Pomian – poseł województwa pomorskiego na sejm koronacyjny 1576 roku.